# Guitá Govinda
O Guitá Govinda (em sânscrito: गीता गोविन्द, "Canção do Vaqueiro") é uma obra escrita no século XII por Jayadeva Goswami. Ela descreve o relacionamento entre o deus hindu Krishna e as gopis ("Vaqueiras") de Vrindavana, e em particular uma gopi chamada Rada.
Esta obra foi de grande importância para o desenvolvimento das tradições de bhakti ("devoção") do hinduísmo.
A Guitá Govinda está organizada em doze capítulos. Cada capítulo é subdividido em vinte e quatro divisões chamadas Prabandha. Os prabandhas contêm dísticos agrupados em oitos, chamados Ashtapadis. É mencionado que Rada é maior que Críxena. O texto também elabora os oito modos de Heroína, o Ashta Nayika, que tem sido uma inspiração para muitas composições e trabalhos coreográficos em dança clássica indiana.